# 潘陳忠
潘陳忠（1594年—？），一名時忠，字藎父，號葵初，浙江杭州府海宁县人，明朝政治人物，同進士出身。

## 生平
萬曆四十六年（1618年）戊午科浙江鄉試第三十一名舉人，天啓二年（1622年）登壬戌科會試第三百九十名，三甲十二名進士，刑部观政，六年（1626年）授行人司行人，崇祯三年（1630年）考选，四年授礼部主客司主事，五年官至禮部主客司员外郎，後被革职。